# Пєски (Куньїнський район)
Пєски (рос. Пески) — присілок в Куньїнському районі Псковської області Російської Федерації.
Населення становить 85 осіб. Входить до складу муніципального утворення Куньїнська волость.

## Історія
Від 2015 року входить до складу муніципального утворення Куньїнська волость.

## Населення
| 2001 | 2002 | 2010 |
| ---- | ---- | ---- |
| 124  | ↗129 | ↘85  |